# Вылка, Фома
Фома́ Вы́лка — ненец Большеземельской тундры, первый постоянный житель архипелага Новая Земля. Постоянно проживал там с 1869 года, когда перевёз на карбасе с Печоры семью: жену, 2 сыновей и 2 дочерей. До этого времени ненцы приезжали на Новую Землю только для ведения промыслов. В 1867 году вместе с другими ненцами построил на острове из остатков брошенных промысловых изб поморов дом для временного проживания. В 1877 году на пароходах из Архангельска вслед за ним на Новую Землю переселилось еще 6 ненецких семей. Он был избран старостой, нёс ответственность за охрану общественного порядка, организацию погрузки и разгрузки морских судов, организацию морского зверобойного промысла. Его семья попеременно жила в становищах Гусиной Земле, в Малых Кармакулах, на побережьях Маточкина Шара. Как все колонисты, он занимался оленеводством, охотничьим, зверобойным, рыбным промыслами. Он умел говорить и писать по-русски. С 1877 года и до конца жизни работал на спасательной станции в Малых Кармакулах, в последние годы жизни был её начальником. За спасение от гибели в 1872 году норвежских рыбаков, шведский король Оскар II (Норвегия до 1905 года находилась в составе Швеции) наградил его грамотой-благодарностью и ружьём «Ремингтон» с боевыми патронами. Во второй половине XIX века в скандинавских странах возникла идея присоединить Новую Землю как «ничейную территорию» к Норвегии. Постоянное проживание Фомы Вылки и колонистов-ненцев на Новой Земле сыграло решающую роль в закреплении архипелага за Россией. В 1980 году в посёлке Рогачёво по решению Ненецкого окрисполкома установлен мемориальный памятный знак в честь Фомы Вылки. В 1983 году знак был разрушен неизвестными лицами.